# De hundrede dage
De hundrede dage var perioden fra Napoleons tilbagevenden fra Elba til han blev deporteret til Skt. Helena.
I 1815 flygtede Napoleon fra øen Elba. Det lykkedes Napoleon at samle en hær på 280.000 mand , og han erobrede magten i Frankrig igen. Den syvende koalition blev dannet mod Frankrig med op i mod 1 mio. mand fordelt på flere hære. Napoleon mødte en af disse hære i slaget ved Waterloo – hvor Napoleon led nederlag. Som straf blev Napoleon sendt til Sankt Helena i det sydlige Atlanterhav hvor han døde i 1821.